# Aristonico d'Alessandria
Aristonico d'Alessandria (in greco antico: Ἀριστόνικος?, Aristónikos; Alessandria d'Egitto, I secolo a.C. – Roma, dopo il 14 d.C.) è stato un grammatico greco antico.

## Biografia
Aristonico, nato ad Alessandria d'Egitto, fu un famoso grammatico greco, vissuto durante il regno di Augusto e Tiberio, quindi contemporaneo di Strabone, che lo cita come suo coetaneo.
Insegnò, comunque, a Roma e vi scrisse, in greco, diversi commentari e trattati di grammatica, che lo avvicinano, anche se in misura minore, al coevo collega Didimo Calcentero.

## Opere
Viene citato come autore di numerose opere, molte delle quali legate ai poemi omerici.
Al poema odissiaco apparteneva il Sui vagabondaggi di Menelao (περὶ τῆς Μενελάου πλάνης), mentre di tipo più prettamente filologico era il trattato Sui segni critici dell'Iliade e dell'Odissea (περὶ τῶν σημείων τῆς Ἰλιάδος καὶ Ὀδυσσείας), sui segni a margine che i critici alessandrini usavano per segnalare versi sospetti o interpolati nei poemi omerici e nella Teogonia di Esiodo.
Infine, il sui termini non grammaticali (ἀσυντάκτων ὀνομάτων βιβλία), un'opera in sei volumi sulle costruzioni grammaticali irregolari di Omero
Queste ed alcune altre opere sono perdute, con l'eccezione di frammenti conservati negli scoli, i più importanti dei quali sono conservati nel manoscritto Venetus A dell'Iliade.